# Mount Vernon (New York)
Mount Vernon è una città statunitense della contea di Westchester, nello stato di New York. 
È un sobborgo interno di New York, situato immediatamente a nord del borough del Bronx. Secondo il censimento del 2020, Mount Vernon contava una popolazione di 73.893 abitanti, rendendola il 24° comune più grande dello stato e la città a maggioranza afroamericana più grande del territorio. A Mount Vernon risiedono 12.898 giamaicani di discendenza africana e indiana, immigrati dalla loro terra natale, la Giamaica, dopo che il paese ottenne l'indipendenza dalla Gran Bretagna il 6 agosto 1962.
Mount Vernon si articola in due sezioni principali. La parte sud della città è maggiormente urbanizzata, mentre quella nord presenta un ambiente prevalentemente residenziale. Il distretto degli affari del centro cittadino, situato sul lato sud, comprende il Municipio, l'ufficio postale principale di Mount Vernon, la Biblioteca Pubblica, edifici per uffici e altre istituzioni comunali.

## Storia
L'area di Mount Vernon fu insediata per la prima volta nel 1664 da famiglie provenienti dal Connecticut, facente parte della città di Eastchester. Mount Vernon divenne un villaggio nel 1853 e una città nel 1892. Lo sviluppo iniziale fu guidato dalla New York Industrial Home Association No. 1, una cooperativa di costruzione abitativa organizzata per edificare case per "artigiani, impiegati e altre persone di modeste condizioni economiche".
Mount Vernon prende il suo nome dalla piantagione Mount Vernon di George Washington in Virginia, proprio come il vicino Wakefield (nel Bronx) fu chiamato così in riferimento alla piantagione in Virginia in cui Washington nacque.
Nel 1894, gli elettori di Mount Vernon parteciparono a un referendum per decidere se unirsi a una nuova "Città della Grande New York". Le città di Brooklyn (coincidenti con Kings County) e Long Island City, insieme ai borghi e ai villaggi occidentali di Queens County e all'intera Richmond County (l'attuale Staten Island), votarono per fondersi con la città esistente (l'attuale Manhattan e il Bronx). Tuttavia, i risultati furono così negativi a Mount Vernon e nella vicina città di Yonkers che queste due aree non furono incluse nella città consolidata e rimangono indipendenti fino ad oggi.
La Biblioteca Pubblica di Mount Vernon, un dono alla città da Andrew Carnegie, è stata inaugurata nel 1904 ed ora fa parte del Westchester Library System, offrendo servizi educativi, culturali e informatici ai residenti della contea di ogni età. La Mount Vernon Trust Company è stata aperta nel 1903. Essa è risultata essere la banca più grande della contea di Westchester, con filiali nelle sezioni orientali e occidentali della città.
Durante gli anni '60, Mount Vernon era una città divisa, sull'orlo di una segregazione in stile nordista. Molti afroamericani provenienti dal sud degli Stati Uniti migrarono verso nord e si insediarono a Mount Vernon in cerca di migliori opportunità lavorative e progressi educativi. Allo stesso tempo, numerosi americani bianchi del Bronx e di Manhattan considerarono Mount Vernon come una nuova community dormitorio, anche a causa dell'incremento della criminalità a New York City. Di conseguenza, Mount Vernon fu divisa dalla linea New Haven (oggi parte della Metro-North Railroad) in due zone: North Side e South Side. La popolazione a sud dei binari divenne prevalentemente afroamericana, mentre quella a nord risultò in gran parte bianca.
Durante il periodo di massima segregazione negli anni '70, August Petrillo era sindaco. Alla sua morte, Thomas E. Sharpe fu eletto sindaco. Dopo la morte di Sharpe nel 1984, Carmella Iaboni assunse la carica di sindaco ad interim fino all'elezione di Ronald Blackwood, il primo sindaco afro-caraibico della città (e di qualsiasi città nello Stato di New York).
Nel 1996, Ernest D. Davis fu eletto sindaco di Mount Vernon e rimase in carica fino al 2007. Clinton I. Young, Jr. divenne sindaco della città il 1º gennaio 2008. Quattro anni dopo, il 1º gennaio 2012, Ernest D. Davis tornò a ricoprire la carica di 21º sindaco di Mount Vernon. Nel 2013, Davis fu indagato per mancata dichiarazione di redditi da locazione.
Nel 2015, Richard Thomas sconfisse Davis in una sorprendente vittoria alle primarie di settembre. Nelle elezioni generali di novembre, Thomas ottenne il 71% dei voti, diventando sindaco di Mount Vernon.
Nelle successive elezioni del 2019, Shawyn Patterson-Howard sconfisse il sindaco in carica Thomas in un'aspra primaria di giugno, diventando la nuova candidata democratica. Successivamente, ottenne l'81% dei voti, sconfiggendo André Wallace (che nel frattempo era stato nominato sindaco ad interim e si candidò come repubblicano) nelle elezioni generali di novembre, diventando la prima donna nera sindaco di Mount Vernon (e di qualsiasi città nella contea di Westchester).

## Geografia

### Posizione
Mount Vernon si trova a 40°54′51″N 73°49′50″W (40.914060, -73.830507). È la terza città più grande e la più densamente popolata della contea di Westchester. Secondo l'United States Census Bureau, la città ha una superficie totale di 4,4 miglia quadrate (11,4 km²), di cui 0,015 miglia quadrate (0,04 km²), ovvero lo 0,39%, sono acque.
Mount Vernon confina a nord con il villaggio di Bronxville e la città di New Rochelle, a est con la città di Pelham e il villaggio di Pelham Manor, a sud con il fiume Hutchinson e le zone di Eastchester e Wakefield del Bronx, e a ovest con la città di Yonkers e il fiume Bronx.

## Infrastrutture e servizi

### Dipartimento dei Vigili del Fuoco
La città di Mount Vernon è protetta dal Dipartimento dei Vigili del Fuoco della Città di Mount Vernon (FDMV). Attualmente, il FDMV opera da quattro caserme distribuite sul territorio cittadino, sotto il comando del Capo delle Operazioni. Il dipartimento gestisce quattro compagnie di pompe e due compagnie di scale, rispondendo ogni anno a circa 14.000 chiamate d'emergenza.

### Dipartimento di Polizia
A partire dal 2021, il Dipartimento di Polizia di Mount Vernon conta 184 agenti.
Nel maggio 2021, il Procuratore Distrettuale della Contea di Westchester ha richiesto l'intervento del Dipartimento di Giustizia (DOJ) per presunte violazioni dei diritti civili da parte del Dipartimento di Polizia di Mount Vernon. Il DOJ ha annunciato l'avvio di un'indagine civile nel dicembre 2021.

### Assistenza sanitaria
L'ospedale Mount Vernon, che vanta 115 anni di storia, dispone di 121 letti. Fa parte del Montefiore Health System e offre servizi di ricovero, cure critiche e ambulatoriali ai residenti di Mount Vernon e delle comunità limitrofe. L'ospedale è particolarmente rinomato per il suo esclusivo Centro per il Trattamento delle Ferite Croniche e Centro Iperbarico, uno dei più avanzati del Nord-Est.
Inoltre, l'ospedale propone una varietà di servizi, che comprendono il Centro di Trattamento Comunitario Assertivo (ACT), il Centro per la Salute e il Benessere Familiare, la Scuola di Infermieristica Hopfer, la Medicina Iperbarica e il Case Management Intensivo.

### Luoghi di culto
Il precedente motto della città era "A City That Believes". Questo si riflette nei luoghi di culto, che ospitano più di 25 denominazioni.
Le ricerche hanno confermato la tradizione secondo cui la Grace Baptist Church fu fondata nel 1888 da alcune donne che, in passato, erano state ridotte in schiavitù, scoprendone i nomi: Emily Waller, Matilda Brooks, Helen Claiborne, Sahar Bennett ed Elizabeth Benson.

### Trasporti
Alla fine del 2005, il gruppo RBA ha condotto uno studio che ha rilevato come oltre 5.000 pendolari attraversino quotidianamente l'area; circa 3.600 utilizzano il sistema di autobus Bee-Line della contea di Westchester, mentre 1.500 si avvalgono del servizio ferroviario suburbano della Metropolitan Transportation Authority, la Metro-North Railroad.
Le linee di autobus Bee-Line che servono Mount Vernon sono le 7, 40, 41, 42, 43, 52, 53, 54 e 55, oltre alla 91, che opera durante l'estate.
Una linea di autobus della città di New York (MTA) copre due isolati a Mount Vernon lungo il confine con NYC. Il percorso dell'autobus Bronx della città di New York corre lungo Mundy Lane (S. 11th Avenue) tra W. 5th Street (Nereid Avenue) e W. Sandford Blvd (Pittman Avenue).
La linea Harlem della Metro-North, che corre in direzione nord-sud, si ferma a Mount Vernon West e a Fleetwood, entrambi sul lato ovest di Mount Vernon; mentre la linea New Haven, che corre in direzione ovest-est, si ferma a Mount Vernon East, nel cuore del centro cittadino.
Sia i treni 2 e 5 (linea IRT White Plains Road) sia il treno 5 (linea IRT Dyre Avenue) del sistema della metropolitana di New York hanno terminal situati appena a sud del confine con Mount Vernon, serviti dalla Bee-Line. Il treno 2 termina a 241st Street a Wakefield, e il treno 5 termina a Dyre Avenue in Eastchester; inoltre, il treno 5 prosegue fino a Nereid Avenue durante le ore di punta nella direzione di maggior flusso. Entrambi i terminal distano meno di 5 minuti a piedi dalla parte sud di Mount Vernon.

## Nella cultura popolare

### Pubblicità
- Il Memorial Field di Mount Vernon è stato utilizzato per girare il classico spot della Coca-Cola "Mean Joe Greene" nel maggio 1979.[25]

### Film
Diversi film sono stati ambientati o presentati a Mount Vernon, come ad esempio:
- Dollari sporchi (Dead Presidents), regia di Albert e Allen Hughes (1995)
- Gioco a due (The Thomas Crown Affair), regia di John McTiernan (1999)[26]
- I ragazzi della mia vita (Riding in Cars with Boys), regia di Penny Marshall (2001)[26]

### Televisione
- Buffy l'ammazzavampiri, episodio Empty Places - serie TV (1999)
- The Leftovers - Svaniti nel nulla (The Leftovers) - serie TV[27]